# Apio Claudio Sabino
Apio Claudio Sabino Inregilense  fue un político romano de comienzos de la República romana, miembro de la gens Claudia.

## Origen y familia
Apio Claudio era natural de la región sabina, probablemente de una ciudad llamada Inregillum. Emigró a Roma con su familia y clientes a finales del siglo VI a. C. y le fueron entregadas unas tierras más allá del río Anio. Fue admitido en el Senado y en el patriciado. Según Tito Livio, su nombre original fue Atio Clauso.

## Carrera pública
Fue elegido cónsul en el año 495 a. C. Su dura aplicación de las leyes sobre la deuda obligaron a la plebe a atrincherarse en el monte Sacro, episodio que se conoce como la secessio plebis y que duró hasta los años 494-493.
Al siguiente año, tras el rechazo de los plebeyos a alistarse, propuso el nombramiento de un dictador y, de acuerdo a Dionisio de Halicarnaso tomó parte destacada en la oposición a la ley agraria de Espurio Casio. Según Plinio el Viejo fue el primero que colocó las imágenes de sus antepasados en el templo de Belona.